# Souvenir de Spa
Souvenir de Spa est un cultivar de rosiers hybrides remontants obtenu en 1873 par le rosiériste français Gautreau. Il est nommé en hommage à la station thermale de Spa en Belgique.

## Description et histoire
Il s'agit d'un hybride remontant, issu de la fameuse variété 'Madame Victor Verdier' (Verdier, 1863). Sa fleur est grande, pleine, globuleuse, au coloris rouge foncé à reflets feu et ponceau. Primée à Spa le 23 juin 1873, « Cette rose marquera par ce baptême l’origine des expositions de roses dans cette ville ».
Elle fut longtemps classée en Allemagne parmi les dix plus belles roses rouges. Un classement dans le journal Rosen-Zeitung de 1888 la place en sixième position des vingt plus belles roses rouges remontantes. Comme 'Camille Bernardin', elle se distingua davantage dans la partie nord de l'Europe, sa couleur rouge lui faisant craindre les chaleurs excessives ainsi que le rapporte en 1936 l'ouvrage de J. Lachaume sur les rosiers : « Il est rare que les rosiers aient à supporter des chaleurs dangereuses. Cependant certaines variétés aux fleurs de couleur foncée, 'Charles Lefèbvre', 'Souvenir de Spa', 'Deuil du Colonel Denfert', etc..., ont souvent leurs roses grillées par les températures élevées, parce qu'elles absorbent trop bien les radiations solaires. » 
La variété 'Comtesse de Camondo' (Lévêque 1880) fut retirée petit à petit des nomenclatures car reconnue en 1898 comme étant un synonyme de 'Souvenir de Spa'.
Cette ressemblance avait pourtant été constatée depuis 1887 dans le Journal des roses. Il est donc à considérer que la gravure coloriée qui fut faite à 'Comtesse de Camondo' en 1884 dans le Journal des roses est représentative de 'Souvenir de Spa'.
En 1912, le rosier 'Souvenir de Spa' fut encore cité par la Société nationale d’horticulture de France parmi les trois cents roses les plus remarquables d'une sélection de mille cent-cinquante roses les plus belles au début du XXe siècle.
Un projet de réintroduction de cette rose dans la commune de Spa fut étudié en 1999, mais abandonné, car il n’existait plus de pieds assez forts et sains pour être multipliés convenablement à grande échelle.